# 島村武男
島村 武男（しまむら たけお、1945年 - 2024年6月6日）は日本の音楽家。声楽家（バリトン歌手）、オペラ歌手。

## 経歴
大阪府出身。東京藝術大学音楽学部を経て、同大学院修了。イタリアに留学しベルカント唱法とイタリアオペラを学ぶ。ミュンヘン音楽大学に特別推薦で入学し、専攻科のオペラ科とリート科で歌唱法を学ぶ。
国立ブラウンシュバイク歌劇場（西ドイツ）と専属契約を結び、年間100回を超える公演に出演。帰国後はNHK-FMリサイタル、二期会公演、新国立劇場公演、オーケストラの演奏会など、数多くの公演に出演。
東京藝術大学音楽学部在学時に「アンサンブル・ボッカ」として、アニメ「巨人の星」の主題歌「ゆけゆけ飛雄馬」のレコーディングに参加。また、同グループにて東海林太郎のバックコーラスを務め、レコーディングにも参加。
2024年6月6日、死去。

## 著書
- 世界的オペラ歌手が教える 一瞬で魅了する「いい声」レッスン[3]（二見書房）
- 声力（こえぢから）トレーニング[4]（リヨン社）
- 好感度アップ! 世界的オペラ歌手に学ぶいい声トレ[5]（NHKテキスト まる得マガジン・NHK出版）

## CD
- 日本の心を歌う（フォンテック）
- イタリアを歌う（フォンテック）

## 主なオペラ出演
- プッチニー：三部作《外套》《修道女アンジェリカ》《ジャンニ・スキッキ》（藤原歌劇団／1974年7月）
- ペレアスとメリザンド（東京オペラ・プロデュース／1982年2月）
- プッチーニ：蝶々夫人（民主音楽協会／1985年11月）
- ヴェルディ：運命の力（二期会／1989年2月）
- プッチーニ：蝶々夫人（二期会／1990年7月）
- プッチーニ：蝶々夫人（二期会／1990年11月）
- ヴェルディ：リゴレット（関西二期会／1990年11月）
- ワーグナー：神々の黄昏（二期会／1991年7月）
- モーツァルト：ドン・ジョヴァンニ（二期会／1992年11月）
- ヴェルディ：シモン・ボッカネグラ（二期会／1993年3月）
- ワーグナー：『ニーベルングの指環』四部作より 〈序夜〉 《ラインの黄金》（二期会／1993年7月）
- プッチーニ：蝶々夫人（二期会／1993年11月）
- ロッシーニ：アルジェのイタリア女（東京室内歌劇場／1994年3月）
- ワーグナー：楽劇「ニーベルングの指環」 序夜 《ラインの黄金》（関西二期会／1994年10月）
- プッチニー：三部作《外套》《修道女アンジェリカ》《ジャンニ・スキッキ》（二期会／1995年2月）
- モーツァルト：ドン・ジョヴァンニ（二期会／1995年11月）
- レオンカヴァッロ：道化師（二期会／1997年2月）
- ヴェルディ：リゴレット（二期会／1997年7月）
- 團伊玖磨：《建・TAKERU》（新国立劇場 開場記念公演／1997年10月）
- プッチーニ：蝶々夫人（新国立劇場／1998年4月）
- プッチーニ：蝶々夫人（新国立劇場／1998年7月）
- ワーグナー：タンホイザー（二期会／1999年2月）
- プッチーニ：蝶々夫人（新国立劇場／1999年7月）
- 團伊玖磨：夕鶴（横須賀シアターセンター／2000年6月）
- ワーグナー：楽劇「ニーベルングの指環」 序夜 《ラインの黄金》（東京シティ・フィルハーモニック管弦楽団／2000年9月）
- ワーグナー：楽劇「ニーベルングの指環」 序夜 《ラインの黄金》（新国立劇場／2001年3月-4月）
- オッフェンバック：ホフマン物語（二期会／2001年11月）
- 團伊玖磨：ひかりごけ（神奈川フィルハーモニー管弦楽団／2002年1月）
- ワーグナー：ニュルンベルクのマイスタージンガー（二期会／2002年7月-8月）
- ワーグナー：ジークフリート（東京シティ・フィルハーモニック管弦楽団／2002年9月）
- ワーグナー：楽劇「ニーベルングの指環」第2日《ジークフリート》（新国立劇場／2003年3月-4月）
- ワーグナー：楽劇「ニーベルングの指環」 第3日 《神々の黄昏》（東京シティ・フィルハーモニック管弦楽団／2003年9月）
- ワーグナー：《ジークフリートの冒険》 指環をとりもどせ！“新国立劇場こどものためのオペラ劇場”（新国立劇場／2004年8月）
- ワーグナー：ローエングリン（東京シティ・フィルハーモニック管弦楽団／2004年9月）
- ワーグナー：《ジークフリートの冒険》 指環をとりもどせ！“新国立劇場こどものためのオペラ劇場”（新国立劇場／2005年7月-8月）
- ワーグナー：パルジファル（東京シティ・フィルハーモニック管弦楽団／2005年11月）
- プッチーニ：蝶々夫人（東京二期会／2006年7月）
- プッチーニ：蝶々夫人（新国立劇場／2007年3月）
- ワーグナー：トリスタンとイゾルデ（東京シティ・フィルハーモニック管弦楽団／2008年9月）
- プッチーニ：蝶々夫人（新国立劇場／2008年11月）
- プッチーニ：蝶々夫人（新国立劇場／2009年1月）
- プッチーニ：蝶々夫人（新国立劇場／2009年10月）
- ワーグナー：楽劇「ニーベルングの指環」 第3日 《神々の黄昏》（新国立劇場／2010年3月）
- プッチーニ：蝶々夫人（新国立劇場／2010年10月）
- 團伊玖磨：夕鶴（新国立劇場／2011年2月）
- プッチーニ：蝶々夫人（新国立劇場／2011年6月）
- プッチーニ：蝶々夫人（新国立劇場／2011年7月）
- 松村禎三：沈黙（新国立劇場／2012年2月）
- 松村禎三：沈黙（新国立劇場／2015年6月）
- プッチーニ：蝶々夫人（新国立劇場／2017年2月）
- ワーグナー：楽劇「ニーベルングの指環」 第3日 《神々の黄昏》（新国立劇場／2017年10月）
- プッチーニ：蝶々夫人（新国立劇場／2019年6月）
- プッチーニ：蝶々夫人（新国立劇場／2019年7月）
- プッチーニ：蝶々夫人（新国立劇場／2019年10月）
- プッチーニ：蝶々夫人（新国立劇場／2021年12月）[6]

## 主なメディア出演

### テレビ出演
- 題名のない音楽会（テレビ朝日）
- まる得マガジン[7]（NHK Eテレ）
- ごごナマ「いい声で健康に　“声トレーニング”」（NHK総合）

### ラジオ出演
- ラジオ深夜便[8]（NHKラジオ第1）
- ラジオ夕刊（NHK）
- 午後のリサイタル（NHK-FM）